# Venceslas II de Legnica
 (avril 2025).
Wacław II de Legnica (en polonais : Wacław II Legnicki), né en 1348 et mort le 30 décembre 1419 à Otmuchów (Nysa), est un prince de la maison Piast, fils du duc Venceslas Ier de Legnica. Il fut évêque de Lubusz de 1375 à 1382 puis évêque de Wrocław de 1382 à 1417, ainsi que duc de Legnica de 1409 jusqu'à sa mort.

## Biographie
Wacław II de Legnica est le second fils de Wacław Ier (mort en 1364), duc de Legnica depuis 1342, et de son épouse Anna (1325–1367), fille du duc Casimir Ier de Cieszyn. Après la mort de son père, Wacław II et ses frères Robert Ier, Boleslas IV et Henri VIII passent sous la tutelle de leur oncle Louis Ier de Brzeg. Le duc Wacław Ier avait destiné ses trois plus jeunes fils à l'Église afin de prévenir de futurs partages de son duché déjà très réduit qu'il destinait à son fils aîné Robert. Wacław II devient avec ses frères duc associé de Legnica en 1373. 
Prévu pour une carrière ecclésiastique, il fait ses études à Montpellier et il est nommé en 1368 membre du chapitre de chanoines de la cathédrale de Wrocław (Breslau) ou il reçoit le sous diaconat, puis successivement: évêque de Lubusz du 3 décembre 1375 à 1382, avec une dispense pontificale pour défaut d'âge légal. Il réside alors à Fürstenwalde car la résidence de l'évêque du diocèse a été détruite par les troupes de Charles IV du Saint-Empire en 1373. 
Il devient administrateur du siège de Wrocław de 1381 à 1382 avant d'en être élu évêque par le chapitre. Il est transféré comme évêque de Wrocław le 28 juillet 1382 par le pape Urbain VI. Pendant son épiscopat, la tout nord de la cathédrale de Wrocław est rebâtie; les chapitres des collégiales d'Otmuchów, Głogówek et Niemodlin sont constitués. A Strzegom, un monastère de carmélites est établi comme un monastère d' ermites de Saint-Paul à Głogówek; et un couvent de Chevaliers de Saint-Jean à Cieplice Śląskie qui est transformé en prévôté cistercienne en 1403. Il célèbre des synodes diocésains en 1401, 1406 et 1415. Il résigne son siège le 17 décembre 1417 pour aller vivre au château d'Otmuchów. Le pape Martin V lui laisse toutefois l'administration de son évêché malgré sa résiliation et son successeur est Konrad IV d'Oleśnica.
Il devient duc de Legnica en 1409 après la mort de son frère Robert Ier sans descendance masculine. Le pape Urbain VI lui propose de l'élever au cardinalat soit en 1381, soit pendant le consistoire du 17 décembre 1384, mais il décline cette offre. Il meurt le 30 décembre 1419, à Otmuchów et est inhumé dans l'église collégiale de cette localité, qu'il a fondée après son transfert de Nysa. Sa tombe est transférée dans la basilique Saint-Jacques-et-Sainte-Agnès de Nysa en 1477. La lignée des ducs de Legnica disparaît avec lui et le duché passe ainsi aux ducs de Brzeg.